# La Ventrouze
La Ventrouze ist eine französische Gemeinde mit 122 Einwohnern (Stand 1. Januar 2022) im Département Orne in der Region Normandie. Sie gehört zum Arrondissement  Mortagne-au-Perche und zum Kanton Tourouvre au Perche.

## Bevölkerungsentwicklung
| Jahr      | 1962 | 1968 | 1975 | 1982 | 1990 | 1999 | 2008 |
| Einwohner | 147  | 158  | 152  | 138  | 135  | 144  | 134  |

## Sehenswürdigkeiten
- Schloss La Ventrouze
- Kirche Sainte-Madeleine